# Pomnik Mikołaja Kopernika w Poznaniu
Pomnik Mikołaja Kopernika – pomnik upamiętniający Mikołaja Kopernika, zlokalizowany w Poznaniu, na skwerze przed zabudowaniami Zespołu Szkół Łączności na Wilczaku (ul. Przełajowa 4).

## Charakterystyka
Pomnik, odsłonięty w 1969, dawniej znajdował się wewnątrz budynku szkolnego, a na zewnątrz istniała tylko tablica pamiątkowa ku czci astronoma. Tablica przeniesiona została do depozytu szkolnego, a pomnik na wysokim cokole stanął przed szkołą. Pod popiersiem Mikołaja Kopernika znajduje się inskrypcja z jego nazwiskiem. Cokół wykonano z granitu, popiersie jest natomiast stworzone z brązu.
Autor obiektu nie jest znany.
Dojazd możliwy jest tramwajami linii 3 do przystanku Przełajowa (kierunek: pętla Wilczak).